# Ратуш (Винницкая область)
Ратуш (укр. Ратуш) — село на Украине, находится в Ямпольском районе Винницкой области.
Код КОАТУУ — 0525684201. Население по переписи 2001 года составляет 730 человек. Почтовый индекс — 24534. Телефонный код — 4336.
Занимает площадь 2,57 км².

## Адрес местного совета
24545, Винницкая область, Ямпольский р-н, с. Ратуш, ул. Независимости, 56